# Ворота в пекло (фільм)
«Ворота в пекло» (англ. Doorway to Hell) — американська кримінальна драма режисера Арчі Майо 1930 року.

## Сюжет
Одного разу Лоу Рікано організовує між усіма великими бандами Чикаго союз, щоб вони один одного не знищили остаточно, завдяки чому, будучи лідером цього злочинного альянсу, швидко йде в гору, одружується і переїжджає у Флориду, де починає написання автобіографії, грає в гольф і входить у Вищий Світ. На жаль, у його відсутності між угрупованнями знову починає розгоратися ворожнеча, так що незабаром злочинної столиці Лоу починають надходити тривожні вісті, які він, втім, не особливо реагує, упиваючись своїм новим, шикарним життям. Проте він несе відповідальність за все, що відбувається, і незабаром йому про це не дуже делікатно нагадають північні друзі…

## У ролях
- Лью Ейрс — Лоу Рікано
- Чарльз Джуделс — Флорист
- Дороті Метьюз — Доріс
- Леон Дженні — Джекі
- Роберт Елліотт — О'Грейді
- Джеймс Кегні — Мілвей
- Кеннет Томсон — капітан з академії
- Джеррі Менді — гангстер
- Ноель Медісон — Рокко
- Едвін Аргус — Міджет
- Едді Кейн — доктор Мортон
- Том Вілсон — гангстер
- Двайт Фрай — гангстер